# Радивоје Анђелковић
Радивоје Анђелковић (Сисак, 3. децембар 1970) је бригадни генерал  санитетске службе Војске Србије, бивши начелник Управе за здравство ВС и доктор ветеринарских наука. Први је у историји српске војске, изабрани начелник санитета из редова ветеринарске струке.

## Образовање
- Високе студије безбедности и одбране, 2017.
- Докторат из области ветеринарских наука, 2007.
- Магистеријум из области ветерине, 2002.
- Ветеринарски факултет, 1996.

## Досадашње дужности
- Начелник Управе за здравство ВС
- Начелник Одељења за ветеринарство у Управи за војно здравство
- Начелник реферата у Управи за војно здравство
- Начелник Реферата у Гардијској бригади

## Напредовање
- пуковник 2015. године
- бригадни генерал 2021. године